# هیروشی موریاسو
هیروشی موریاسو (انگلیسی: Hiroshi Moriyasu؛ زادهٔ ۲۹ ژانویهٔ ۱۹۷۲) بازیکن فوتبال اهل ژاپن است.
از باشگاه‌هایی که در آن بازی کرده‌است می‌توان به باشگاه فوتبال ساگان توسو اشاره کرد.